# San José (Almería)
San José es una localidad y pedanía española del municipio de Níjar, en la provincia de Almería, dentro del parque natural del Cabo de Gata-Níjar. Su población en 2023 fue de 920 habitantes (INE).

## Historia
Entre 1733 y 1735 se construyó un castillo o fuerte nuevo llamado San José (de ahí más tarde al nombre de la población). Costó unos 150.000 reales de vellón y fue dotado con piezas artilleras distribuidas en sus tres baterías. En la guerra de la independencia fue desartillado y arruinado, más tarde fue ocupado por las funciones policiales de vigilancia del litoral. A finales de 1960 se construyó sobre sus baterías una casa cuartel de la Guardia Civil actualmente existente.
Desaparecidos los acuartelamientos, aún perduran la mayor parte de las baterías en las que se situaba su artillería.

## Población
Su población es muy variada, ya que es un pueblo donde predomina el turismo y el empleo en hostelerías y demás ámbitos relacionados está muy solicitado durante la mayor parte del año. Principalmente, formada por españoles (un 45% de la población); en segundo lugar, un 28% de habitantes italianos, un 14% de británicos, un 4% de alemanes, un 2% de rusos, y un 7% de otras nacionalidades cómo franceses, búlgaros, lituanos, ucranianos, neerlandeses, belgas, etc. En síntesis, es un pueblo en el que conviven personas de diferentes nacionalidades. El número de población, no obstante, puede variar dependiendo de la época del año. Por ejemplo, en el mes de septiembre la población italiana suele tener un aumento considerable.

## Naturaleza y turismo
El pueblo de San José está situado en una ensenada custodiada a ambos lados por altas elevaciones de roca, cuenta con amplias y bellas playas rodeadas de montañas. Es la entrada de una de las zonas vírgenes del parque: la Bahía de los Genoveses, La Playa de Mónsul (famosa por las películas de fama internacional que se han filmado en ella), etc. Es un pueblo pequeño de pescadores, reconvertido al sector turístico, para el que se ha construido un puerto deportivo.
En el año 2009 se contabilizaron más de 25.000 turistas en las playas citadas anteriormente.

## Acceso a las playas
Hay varias maneras de llegar hasta las playas de los Genoveses, Mónsul, Media Luna...
- Andando o en bici por un camino son 3 km desde el centro del pueblo a Genoveses, 5 km a Mónsul.

- En coche por el camino de Mónsul que es una vía de tierra y pagando 5€ en julio y agosto al llegar a alguno de los aparcamientos habilitados que hay. Estos aparcamientos están limitados en plazas y se suelen llenar pronto en verano. Dejar el coche en mitad del camino está prohibido y los vigilantes enseguida llaman a la Guardia Civil y a la grúa para la retirada del vehículo y la multa correspondiente.

- En autobús desde el pueblo salen cada media hora y vale 1,5€ por persona.

Recordar que estamos dentro de un parque natural. Hay que llevarse provisiones y recoger toda nuestra basura.

## Transporte
San José está comunicado vía terrestre a través de la carretera AL-3108 además de contar con su propio puerto deportivo. 
La línea de autobús interurbano M-212 del Consorcio de Transporte Metropolitano del Área de Almería opera varios servicios diarios durante toda la semana conectando la localidad con la ciudad de Almería.

## Cine
Las playas y calas citadas anteriormente son muy conocidas por el rodaje de casi un centenar de películas, videoclips musicales... como por ejemplo Reina de Espadas, Indiana Jones y la última cruzada, Hable con ella, The Limits of Control, Los hombres de Paco, Punto de mira, Ave María de David Bisbal, así como el programa de Cuatro El campamento, siendo rodado en la Playa de los Genoveses.

## Literatura
- Campos de Níjar, de Juan Goytisolo, 1957
- Tras los pasos de Juan Goytitolo por los Campos de Níjar, Ramón Fernández Palmeral, Amazon
- Al este del Cabo de Gata, Ramón Fernández Palmeral, Amazon
- La dureza curvada del sílex, Ramón Fernández Palmeral, Amazon
- Pasión Mediterránea, Helena Formentor, Amazon

## Tradiciones
Es destacable en esta localidad el carnaval de San José y el día 19 de marzo, San José Obrero.
Playa catalogada como Zona B4 en la guía de playas de 2008.